# Jaroslav Kostelný
Jaroslav Kostelný (* 19. dubna 1985, v Banské Bystrici) je slovenský fotbalový obránce, od roku 2010 působící v MFK Ružomberok.

## Fotbalová kariéra
Svou fotbalovou kariéru začal v Partizán Čierny Balog. Mezi jeho další kluby patří: FO ŽP ŠPORT Podbrezová, MFK Ružomberok a SFC Opava.